# Thüringer Ministerium für Bundes- und Europaangelegenheiten
Das Thüringer Ministerium für Bundes- und Europaangelegenheiten war ein Ministerium des Freistaats Thüringen. Es wurde im Februar 1992 nach dem Amtsantritt des Thüringer Ministerpräsidenten Bernhard Vogel (CDU) gebildet und bereits im November 1994 wieder aufgelöst. Der Geschäftsbereich „Bundesangelegenheiten“ wurde in die Thüringer Staatskanzlei eingegliedert, die Zuständigkeit für „Europaangelegenheiten“ ging auf das Thüringer Ministerium für Justiz und Europaangelegenheiten über. 

## Geschichte der Geschäftsbereiche
Nach der Wiedererrichtung des Landes (ab 1993: Freistaates) Thüringen in Folge der Deutschen Wiedervereinigung lagen die Zuständigkeiten für Bundesangelegenheiten zuerst beim Thüringer Justizministerium und die meisten Befugnisse für Europaangelegenheiten bei der Thüringer Staatskanzlei. Mit der Umbenennung des Justizministeriums in Thüringer Ministerium für Justiz, Bundes- und Europaangelegenheiten zum 18. Juni 1991 wurden die beiden Geschäftsbereiche in einem Ressort zusammengefasst.
Mit Amtsantritt von Bernhard Vogel als Thüringer Ministerpräsident und Bildung des Kabinetts Vogel I im Jahr 1992 wurde der Aufgabenbereich der Bundes- und Europaangelegenheiten aus dem Justizministerium ausgegliedert und einem eigenen Thüringer Ministerium für Bundes- und Europaangelegenheiten unter Ministerin Christine Lieberknecht (CDU) übertragen.
Nach der 2. Thüringer Landtagswahl 1994 wurden die Zuständigkeiten unter den Koalitionspartnern aufgeteilt: Die Europaangelegenheiten kamen wieder zurück zum nunmehr umbenannten und SPD-geführten Ministerium für Justiz und Europaangelegenheiten, während die Bundesangelegenheiten einer in der Thüringer Staatskanzlei angesiedelten einer CDU-Ministerin zugeteilt wurden. Nach der 3. Landtagswahl 1999 gab das Justizressort die Europaangelegenheiten ebenfalls an die Staatskanzlei ab. Seitdem wird die Funktion des Ministers für Bundes- und Europaangelegenheiten vom Chef der Staatskanzlei in Personalunion ausgeübt.

## Liste der Europaminister seit 1991
| Name                                                               | Amtsantritt                                            | Kabinett                                               | Partei                                                 |
| Minister für Justiz, Bundes- und Europaangelegenheiten             | Minister für Justiz, Bundes- und Europaangelegenheiten | Minister für Justiz, Bundes- und Europaangelegenheiten | Minister für Justiz, Bundes- und Europaangelegenheiten |
| ------------------------------------------------------------------ | ------------------------------------------------------ | ------------------------------------------------------ | ------------------------------------------------------ |
| Hans-Joachim Jentsch                                               | 18. Juni 1991                                          | Duchač                                                 | CDU                                                    |
| Minister für Bundes- und Europaangelegenheiten                     |                                                        |                                                        |                                                        |
| Christine Lieberknecht                                             | 11. Februar 1992                                       | Vogel I                                                | CDU                                                    |
| Minister für Justiz und Europaangelegenheiten                      |                                                        |                                                        |                                                        |
| Otto Kretschmer                                                    | 30. November 1994                                      | Vogel II                                               | CDU                                                    |
| Minister für Bundes- und Europaangelegenheiten                     |                                                        |                                                        |                                                        |
| Jürgen Gnauck                                                      | 1. Oktober 1999                                        | Vogel III                                              | CDU                                                    |
| Hans Kaiser                                                        | 5. Juni 2003                                           | Althaus I                                              | CDU                                                    |
| Gerold Wucherpfennig                                               | 8. Juli 2004                                           | Althaus II                                             | CDU                                                    |
| Klaus Zeh                                                          | 8. Mai 2008                                            | Althaus II                                             | CDU                                                    |
| Jürgen Schöning                                                    | 4. November 2009                                       | Lieberknecht                                           | parteilos                                              |
| Marion Walsmann                                                    | 8. Dezember 2010                                       | Lieberknecht                                           | CDU                                                    |
| Jürgen Gnauck                                                      | 16. Oktober 2013                                       | Lieberknecht                                           | CDU                                                    |
| Reinhard Stehfest (kommissarisch)                                  | 1. Juli 2014                                           | Lieberknecht                                           | CDU                                                    |
| Minister für Kultur, Bundes- und Europaangelegenheiten             |                                                        |                                                        |                                                        |
| Benjamin-Immanuel Hoff                                             | 5. Dezember 2014                                       | Ramelow I                                              | Die Linke                                              |
| Babette Winter (kommissarisch)                                     | 5. Februar 2020                                        | Kemmerich                                              | SPD                                                    |
| Benjamin-Immanuel Hoff                                             | 4. März 2020                                           | Ramelow II                                             | Die Linke                                              |
| Minister für Bundes- und Europaangelegenheiten, Sport und Ehrenamt |                                                        |                                                        |                                                        |
| Stefan Gruhner                                                     | 13. Dezember 2024                                      | Voigt                                                  | CDU                                                    |